# 詹西王后
詹西王后（Rani of Jhansi），原名拉克什米·芭伊（Lakshmi Bai）馬拉地語：，1828年11月19日—1858年6月18日），舊姓紐瓦爾卡（Newalkar）。又譯詹西女王、章西女王、占西女王，是馬拉他统治下占西土邦的王后是馬拉塔帝國詹西王子國的王公甘加達爾·拉奧王公結婚。印度1857年起義的領導人物，反抗英國殖民統治的象徵。她被認為是印度的聖女貞德。
拉克什米出生於巴納雷斯的卡哈達婆羅門家庭，1842年與詹西王公甘加達爾·拉奧結婚。1853年，詹西王公去世後，總督達爾豪斯侯爵領導下的英國東印度公司拒絕承認其養子達莫達爾·拉奧繼承人的主張，並根據失效學說吞併詹西。拉克什米不願意放棄控制權，並於1857年加入針對英國的叛亂。她領導詹西成功反擊公司盟國，但在1858年初，拉克什米落入休·羅斯指揮下的英國軍隊之手。拉克什米設法騎馬逃脫，並與叛軍一起佔領瓜廖爾，在那裡他們宣布納納·薩赫佈為復興的馬拉塔帝國的佩什瓦（馬拉塔帝國的第二高職位）。1858年6月，她在英軍對瓜廖爾的反擊中受重傷後去世。

## 名稱

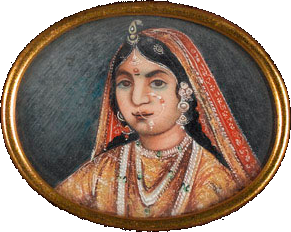
拉克什米·芭伊王后的肖像

詹西王后出生時名叫馬尼卡尼卡·坦巴（Manikarnika Tambe），小名「馬努」（Manu）。在她嫁給土王甘格達爾·拉奧之後，她獲得了「拉克什米·芭伊」（Lakshmibai或Lakshmi Bai）這個名字，拉克什米這名字取自同名的印度女神，而芭伊則是依照傳統，為歷代紐阿卡王朝王妃皆有的尊稱。同時她也獲得了「王后」的稱號。
雖然在中文中她常被稱呼為「女王」，但實際上拉克什米·芭伊並沒有獲得過女王的頭銜，她一直是以「王后」（Rani）的頭銜來率領民眾。

## 早年
拉克什米·芭伊（Lakshmibai或Lakshmi Bai）於1828年11月19日出生於卡哈達婆羅門家庭（一些資料稱1835年）的巴納雷斯鎮（現為瓦拉納西）。她被命名為馬尼卡尼卡·坦貝（Manikarnika Tambe），綽號為馬努（Manu） 。她的父親是 莫羅帕特·坦貝（Moropant Tambe），母親是巴吉拉迪·薩普爾（Bhagirathi Sapre）。她的父母來自位於現代馬哈拉什特拉邦勒德納吉里縣古哈加爾塔盧卡的坦貝村。她五歲時母親過世。她的父親是卡揚普拉特戰爭期間的一名指揮官。她的父親為比托奧爾區的佩什瓦巴吉·拉奧二世工作。佩什瓦稱她為“Chhabili”，意思是“美麗”和“活潑開朗”。她在家接受教育，被教導讀書寫字，童年時期比同齡人更獨立；她的學習包括射擊、馬術、擊劍以及與兒時好友納納·薩赫佈和塔帝亞·托普一起學習的馬拉坎巴（一種傳統的運動）。拉克什米·芭伊對比當時印度社會對女性的許多父權文化期望。她以獨特的視角和敢於在全社會面前與社會規範作鬥爭的勇氣而聞名。
拉克什米·芭伊習慣於騎馬，在護衛的陪伴下往返於宮殿和寺廟之間，儘管有時她也會被抬上轎子。她的馬包括薩蘭吉（Sarangi）、帕萬（Pavan）和巴達爾（Baadal）；據歷史學家稱，1858年，她在逃離堡壘時騎著巴達爾（Baadal）。她的宮殿拉尼瑪哈爾現已改建為博物館，它收藏公元9世紀至12世紀期間的考古遺跡。

## 詹西歷史（1842年-1857年5月）
馬尼卡尼卡（Manikarnika）於1842年5月與詹西王公甘格達爾·拉奧結婚後來被稱為拉克什米·芭伊（Lakshmibai或Laxmibai），以紀念印度教女神拉克什米，並根據馬哈拉施特拉邦婦女被授予的傳統結婚後的新名字。1851年9月，她生下一個男孩取名為達莫達爾·拉奧（Damodar Rao），但出生四個月後因慢性病去世。在詹西王公去世的前一天，他收養了一個名叫阿南德·拉奧（Anand Rao）的孩子，他是甘加達爾·拉奧表弟的兒子，後來改名為達莫達爾·拉奧。養儀式是在英國政治官員在場的情況下進行的，英國政治官員收到了詹西王公的一封信，指示要尊重這個孩子，並將詹西政府終身交給他的遺孀。
1853年11月詹西王公去世後，由於達莫達爾·拉奧（原名阿南德·拉奧）是養子，總督達爾豪斯侯爵下的東印度公司適用失效學說，拒絕達莫達爾·拉奧的王位繼承權，將國家吞併領土。當她得知此事時，她大喊“Main apni Jhansi nahi doongi”（我不會交出我的詹西）。1854年3月，拉克什米·芭伊獲得每年盧比的退休金。六萬人並被命令離開宮殿和堡壘。
根據毘濕奴·巴特·戈德斯（Vishnu Bhatt Godse）的說法，拉克什米會在早餐前進行舉重、摔角和障礙賽訓練，她是一位聰明、衣著樸素的女性，以公事公辦的方式統治。

## 1857年起義

### 叛亂的開始

拉克什米·芭伊，印度的聖女貞德，作者麥可·懷特（Michael White）

1857年5月10日，印度叛亂在密拉特爆發。當叛亂的消息傳到佔西時，拉克什米向英國政治官員亞歷山大·斯基恩上尉（Captain Alexander Skene）請求允許召集一支武裝人員來保護她；斯基恩對此表示同意。1857年夏天，在地區騷亂中，這座城市相對平靜，但拉克什米在詹西所有婦女面前舉行了盛大的名為哈爾迪·庫姆庫姆的儀式，向她的臣民保證，並讓她們相信英國人都是膽小鬼，不要害怕他們。。
直到此時，拉克什米還不願意反抗英國人。1857年6月，第12孟加拉原住民步兵團的叛亂分子佔領了詹西星堡（Star Fort of Jhansi），裡面藏著財寶和彈匣，說服英國人放下武器並承諾不會傷害他們後，他們食言並屠殺40名英國人。拉克什米是否參與了這場大屠殺仍然是一個爭論的話題。一位軍醫托馬斯·洛（Thomas Lowe）在叛亂後寫道，將她描述為“印度的耶洗別……年輕的王后，頭上沾滿了被殺者的鮮血”。

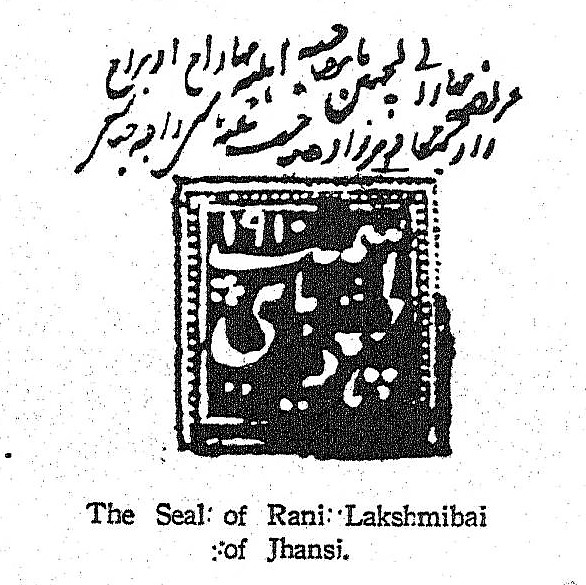
詹西王后的印章

大屠殺四天后，土兵離開詹西，從拉克什米那裡獲得一大筆錢，並威脅要炸毀她居住的宮殿。此後，作為該市唯一的權威來源，拉克什米感到有義務承擔行政管理責任，並寫信給索戈爾分部厄斯金少校（Major Erskine），解釋導致她這樣做的事件。7月2日，厄斯金回信要求她“為英國政府管理該地區”直至英國總監到來。拉克什米的軍隊挫敗叛亂分子企圖爭奪對手王子薩達希夫·拉奧（Sadashiv Rao）（甘加達爾·拉奧的侄子）的王位的企圖，後者被俘虜並被監禁。
隨後，東印度公司盟國奧恰土邦和達蒂亞土邦的軍隊入侵詹西。然而，他們的目的是分裂詹西。拉克什米向英國尋求援助，但現在總督認為她應對這場大屠殺負責，而沒有收到任何回應。她建立了一家鑄造廠，鑄造用於堡壘城牆的大砲並集結了一些部隊，其中包括一些來自詹西的前封臣和1857年8月擊敗入侵者的叛亂分子。

### 圍攻佔西

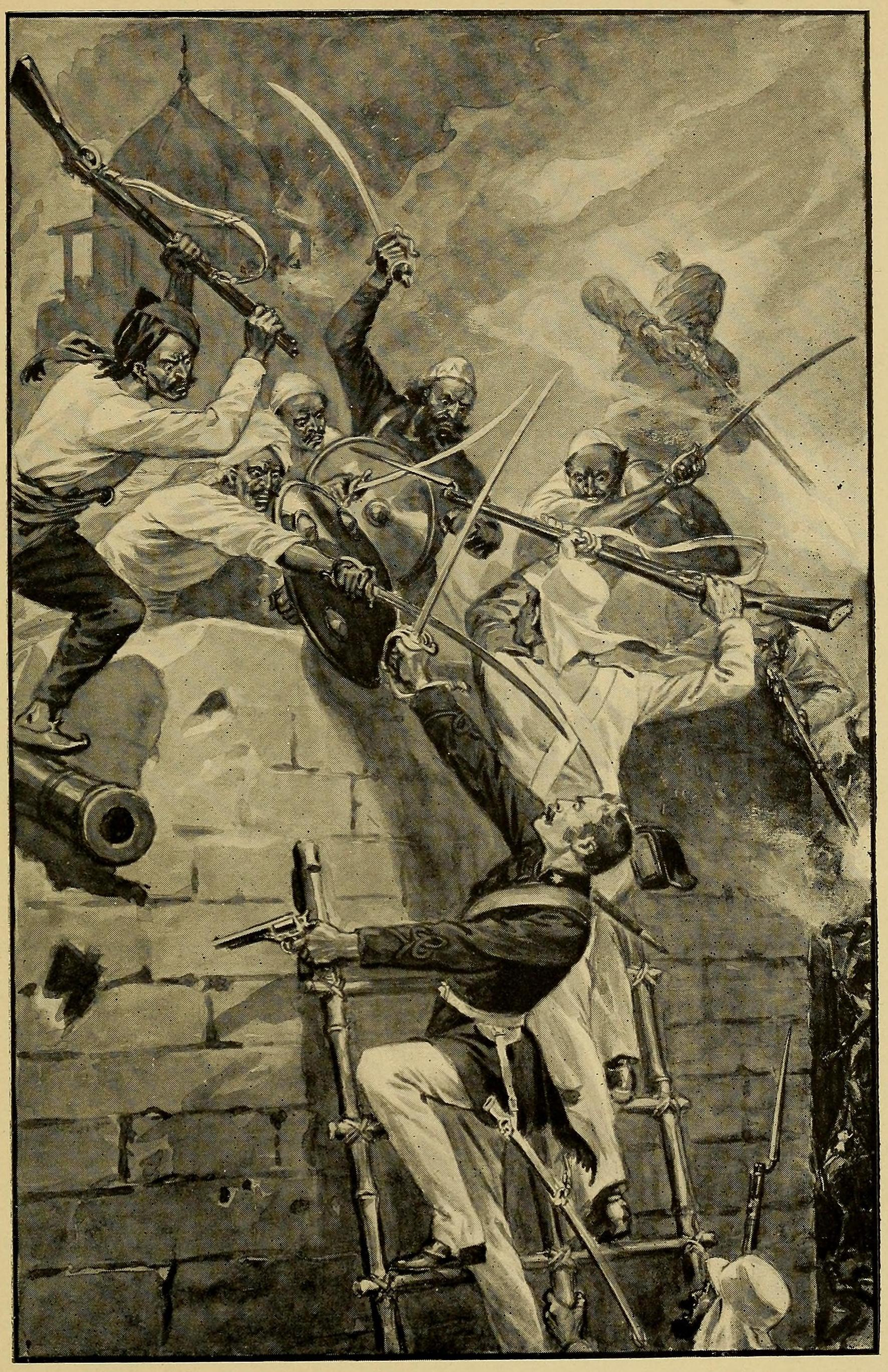
強攻詹西–Lieutenant Bonus

1857年8月至1858年1月，拉克什米統治下的詹西處於和平狀態。英國宣布將派遣軍隊前往那裡維持控制，但事實上沒有人抵達，這一事實強化她的顧問中希望擺脫英國統治的一方的立場。當英國軍隊最終在三月抵達時，他們發現堡壘防禦嚴密，並且擁有重型火砲，可以向城鎮和附近的鄉村開火。據一位消息人士稱 英軍指揮官休·羅斯要求投降這座城市；如果拒絕，它將被銷毀。同一個消息來源聲稱，經過適當的審議後，拉克什米發布公告：「我們為獨立而戰。用克里希納的話來說，如果我們取得勝利，我們將享受勝利的果實，如果在戰場上被擊敗並被殺，我們會贏得永恆的榮耀和救贖。1858年3月23日，當休·羅斯男爵圍攻詹西時，她保衛詹西免受英國軍隊的襲擊。對詹西的轟炸於3月24日開始，但遭到猛烈還擊，受損的防禦工事得到修復。守軍向1857年印度叛亂的重要領導人塔帝亞‧托普（Tatya Tope）發出求助；由塔帝亞‧托普率領的一支超過 20,000人的軍隊被派去救援詹西，但在3月31日與英國人作戰時，他們未能成功。在與塔帝亞‧托普部隊的戰鬥中，部分英軍繼續圍攻，到4月2日，英軍決定突破城牆發動攻擊。四支縱隊在不同地點攻擊防禦工事，那些試圖翻越城牆的縱隊遭到猛烈火力攻擊。另外兩支縱隊已經進入城內，正一起向王宮逼近。宮殿的每一條街道、每一個房間都遭遇了堅決的抵抗。巷戰持續到第二天，甚至沒有人對婦女和兒童的寬恕。托馬斯·洛（Thomas Lowe）寫道：“沒有任何傷感的寬恕可以批評這座城市的陷落。”拉克什米從宮殿撤退到堡壘，在徵求意見後決定，由於城裡的抵抗毫無用處，她必須離開並加入塔蒂亞·托普或拉奧·薩赫布（納納·薩赫布的侄子）。

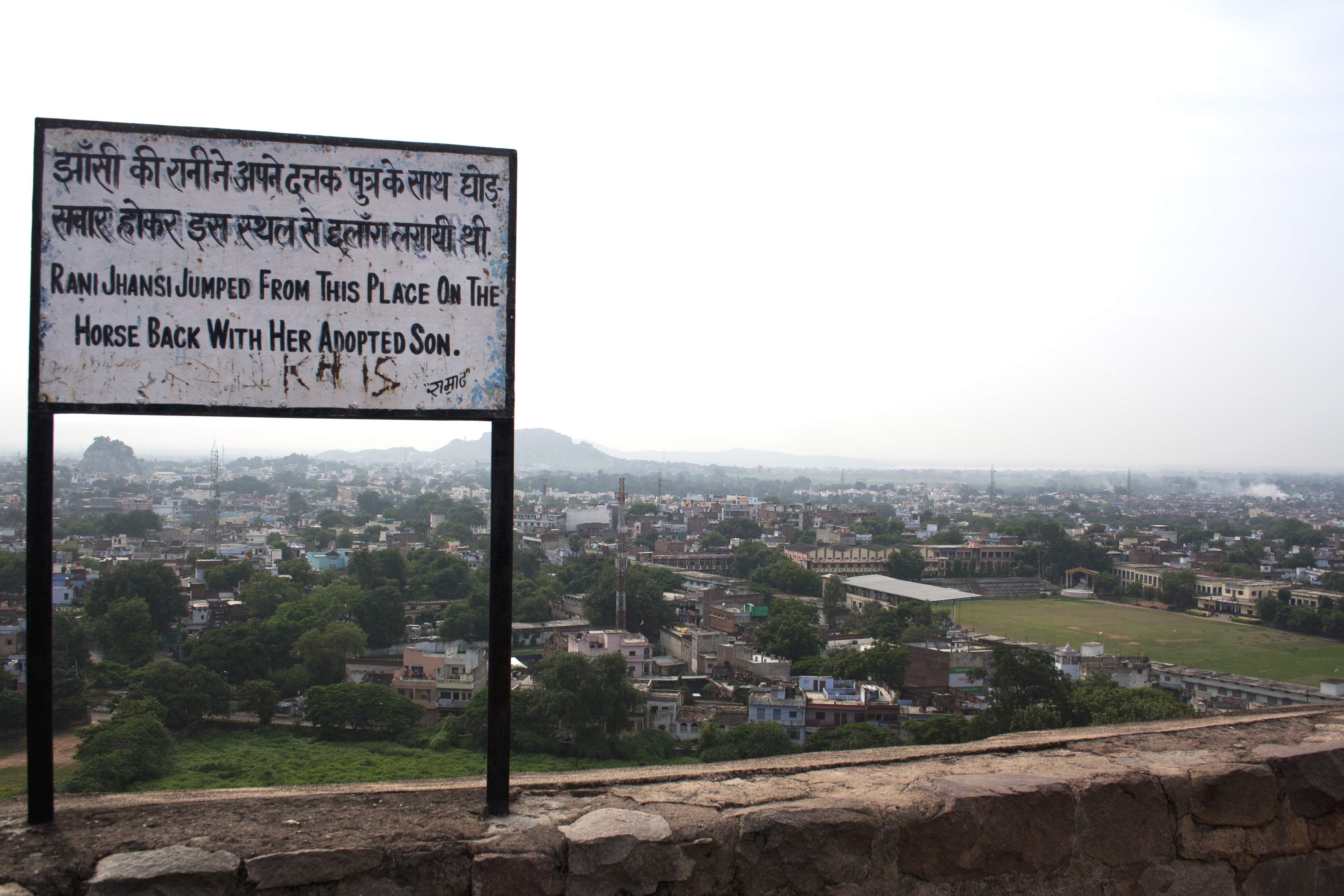
拉克什米·芭伊（Rani Lakshmibai）跳馬的地方

根據傳說，拉克什米背著達莫達爾·拉奧（Damodar Rao）從堡壘跳上她的馬巴達爾（Baadal）；他們活了下來，但馬死了。拉克什米在夜間帶著養子在軍隊的包圍下逃跑了。她和幾名守衛逃往卡爾皮，在那裡她加入了包括塔帝亞·托普在內的其他叛軍部隊。他們佔領了卡爾皮鎮並準備保衛它。5月22日，英軍襲擊卡爾皮；軍隊由拉克什米本人指揮，再次被擊敗。

### 前往瓜廖爾
領導人（拉克什米、塔蒂亞·托普、班達土邦的納瓦布和拉奧·薩赫布）再次逃離。他們來到瓜廖爾並加入了現在控制該城市的印度軍隊（斯辛迪亞王公從莫拉爾戰場逃往阿格拉）。他們繼續前往瓜廖爾，打算佔領戰略要地瓜廖爾堡，叛軍在沒有抵抗的情況下佔領了這座城市。叛軍宣布納納·薩赫布（Nana Sahib）為復興的馬拉塔領土的佩什瓦，拉奧·薩赫布（Rao Sahib）擔任瓜廖爾的總督 (ਸੂਬੇਦਾਰ)。拉克什米未能成功說服其他叛軍領袖準備保衛瓜廖爾免受英國人的攻擊，她預計英國人很快就會發動攻擊。羅斯將軍的部隊於6月16日占領莫勒爾軍營，然後成功進攻該城。

## 死亡與後果
6月17日，在瓜廖爾富爾巴格附近的Kotah-ki-Serai，第8皇家愛爾蘭驃騎兵中隊在克萊門特·赫內奇的指揮下，與試圖離開該地區的拉克什米指揮的印度大軍作戰。第8驃騎兵團衝入印度軍隊，屠殺5,000名印度士兵，其中包括任何「16歲以上」的印度士兵。他們拿兩把槍，繼續衝鋒穿過普爾巴格營地。據目擊者稱，在這次交戰中，拉克什米穿上了索瓦爾的制服，襲擊其中一名驃騎兵；她落馬受傷，可能是被那名騎兵的軍刀所傷。不久之後，當她坐在路邊流著血時，她認出那名騎兵，並用手槍向他開槍，隨後他「用卡賓槍（carbine）殺死了這位年輕女士」。據另一個傳說，拉克什米打扮成受重傷的騎兵隊長；她不希望英國人奪取她的屍體，於是告訴一位隱士將其燒毀。她死後，一些當地人火化了她的屍體。
三天后，英國佔領瓜廖爾堡。在英國對這場戰鬥的報導中，休·羅斯評論拉克什米“風度翩翩、聰明又美麗”，她是“所有印度領導人中最危險的”。
倫敦，1878 年–
Whatever her faults in British eyes may have been, her countrymen will ever remember that she was driven by ill-treatment into rebellion and that she lived and died for her country, we cannot forget her contribution to India.'——馬勒森上校（Colonel Malleson）

### 後事
根據，據稱由「達莫達爾·拉奧」撰寫的回憶錄，這位年輕的王子在1858年中印度戰役中與他母親的軍隊和家人在一起。他與其他在戰爭中倖存下來的人（大約60名隨從、60頭駱駝和22匹馬）一起逃離比圖爾的拉奧· 薩赫布，而本德爾坎德村的村民因為害怕英國人的報復而不敢幫助他們，他們被迫住在森林裡，遭受許多貧困。兩年後，大約有12名倖存者，他們與遇到的另一組24人一起前往賈爾拉帕坦市，那裡有更多來自詹西的難民。詹西的達莫達爾·拉奧 (Damodar Rao)向一名英國官員自首，他的回憶錄於1860年5月結束。一萬人、七名家臣，由蒙什·達瑪納拉延（Munshi Dharmanarayan）監護。整部回憶錄以馬拉地語出版於 YN Kelkar (1959) Itihasachyaaa Sahali（「歷史航行（Voyages in History）」）。這篇文章很可能是根據口頭流傳的王子生活故事編寫的書面版本，而他身上發生的事情仍然未知。

## 文化描繪與雕像

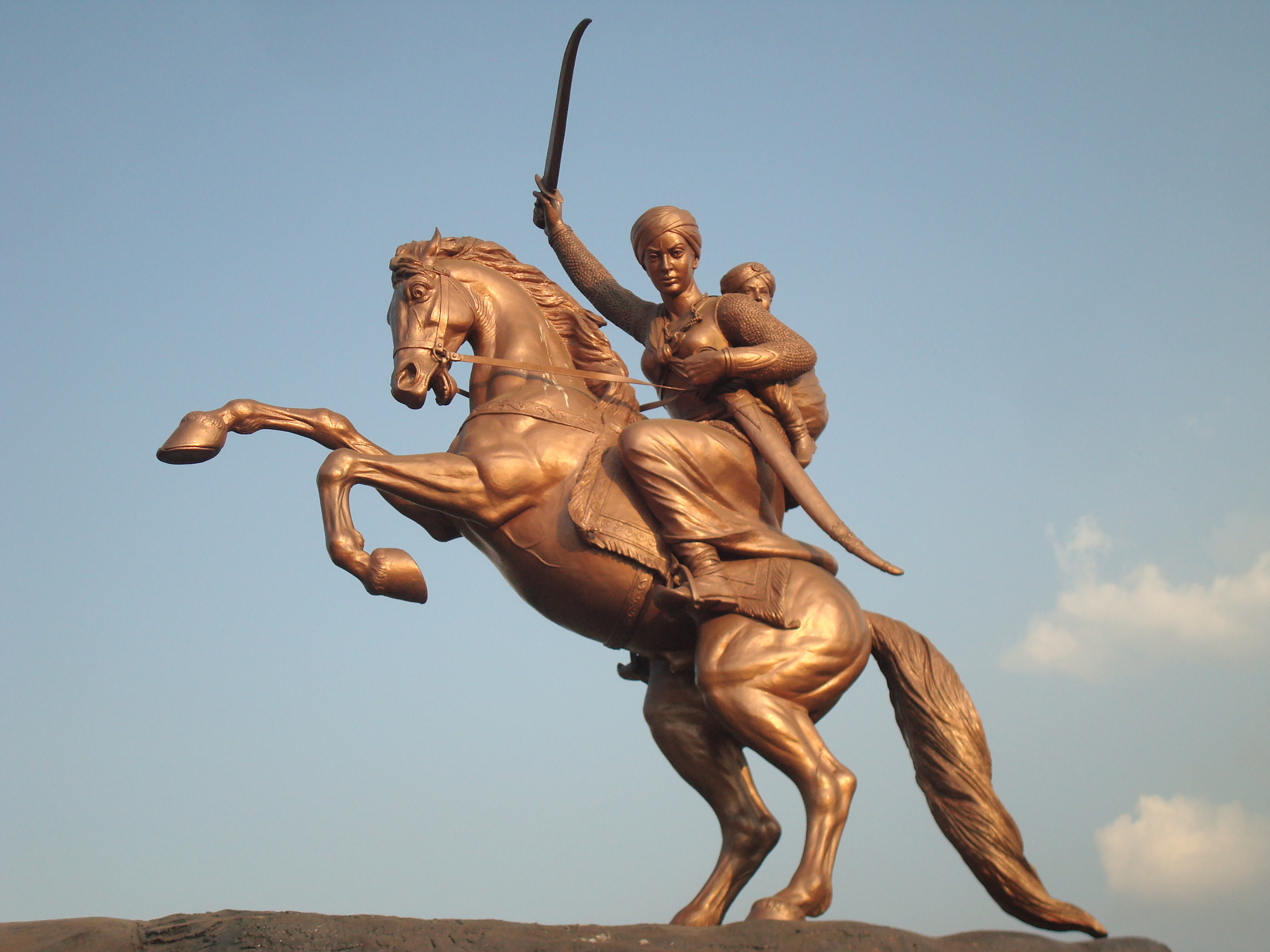
馬哈拉施特拉邦索拉普的拉克什米騎馬雕像
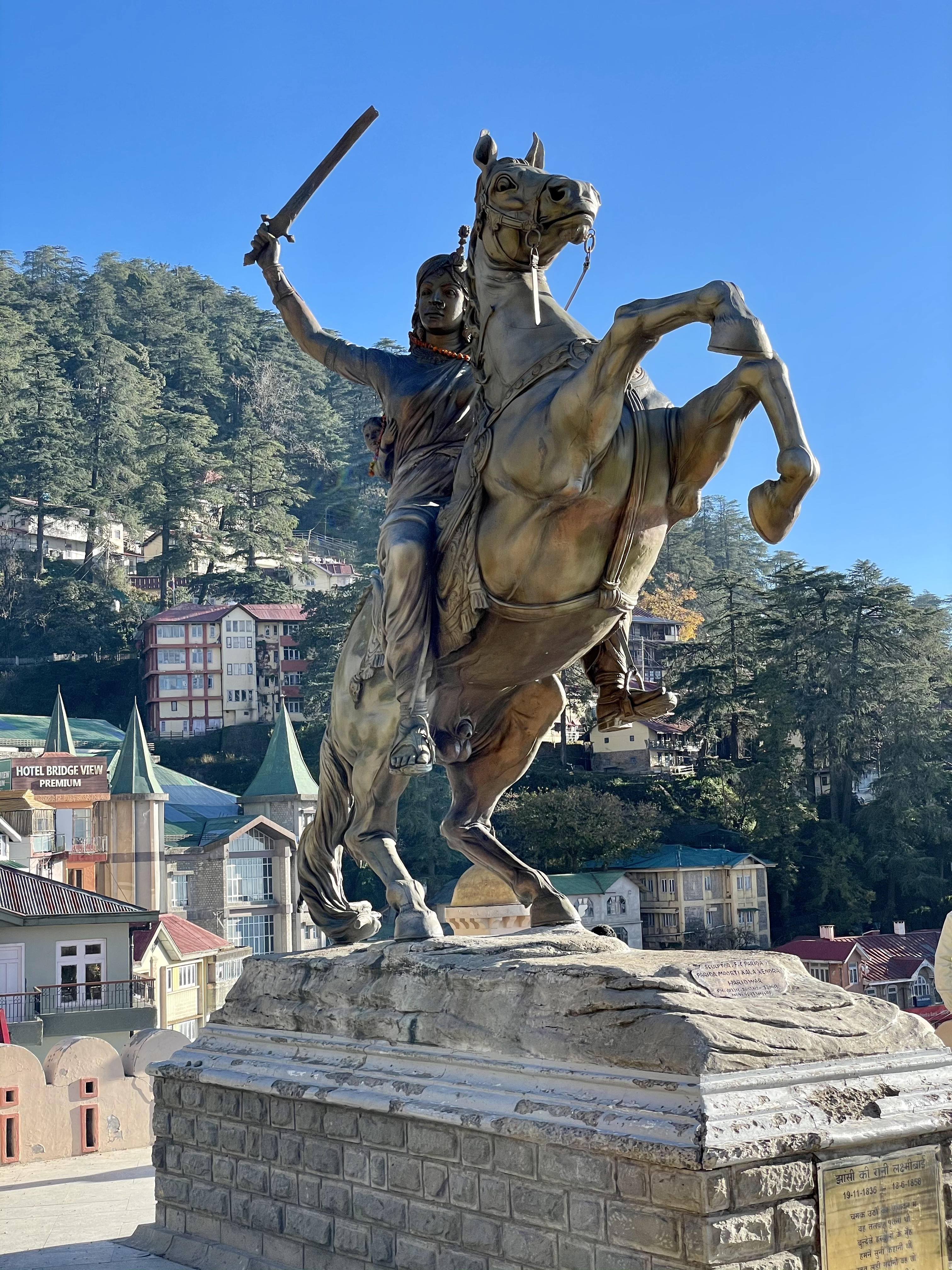
西姆拉的拉克什米雕像
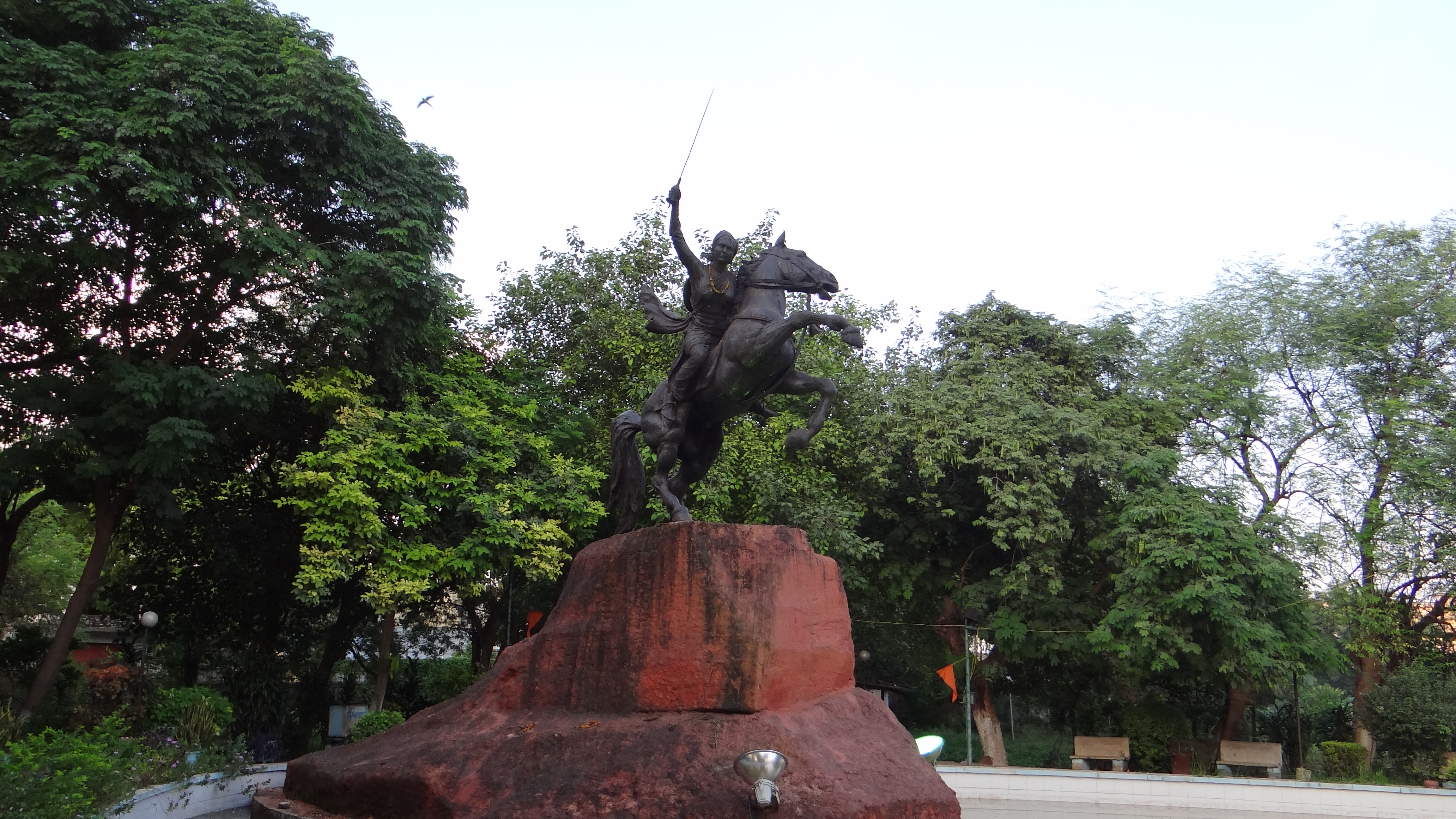
瓜廖爾拉克什米的火葬場（三摩地寺廟（英语：Samadhi (shrine)））
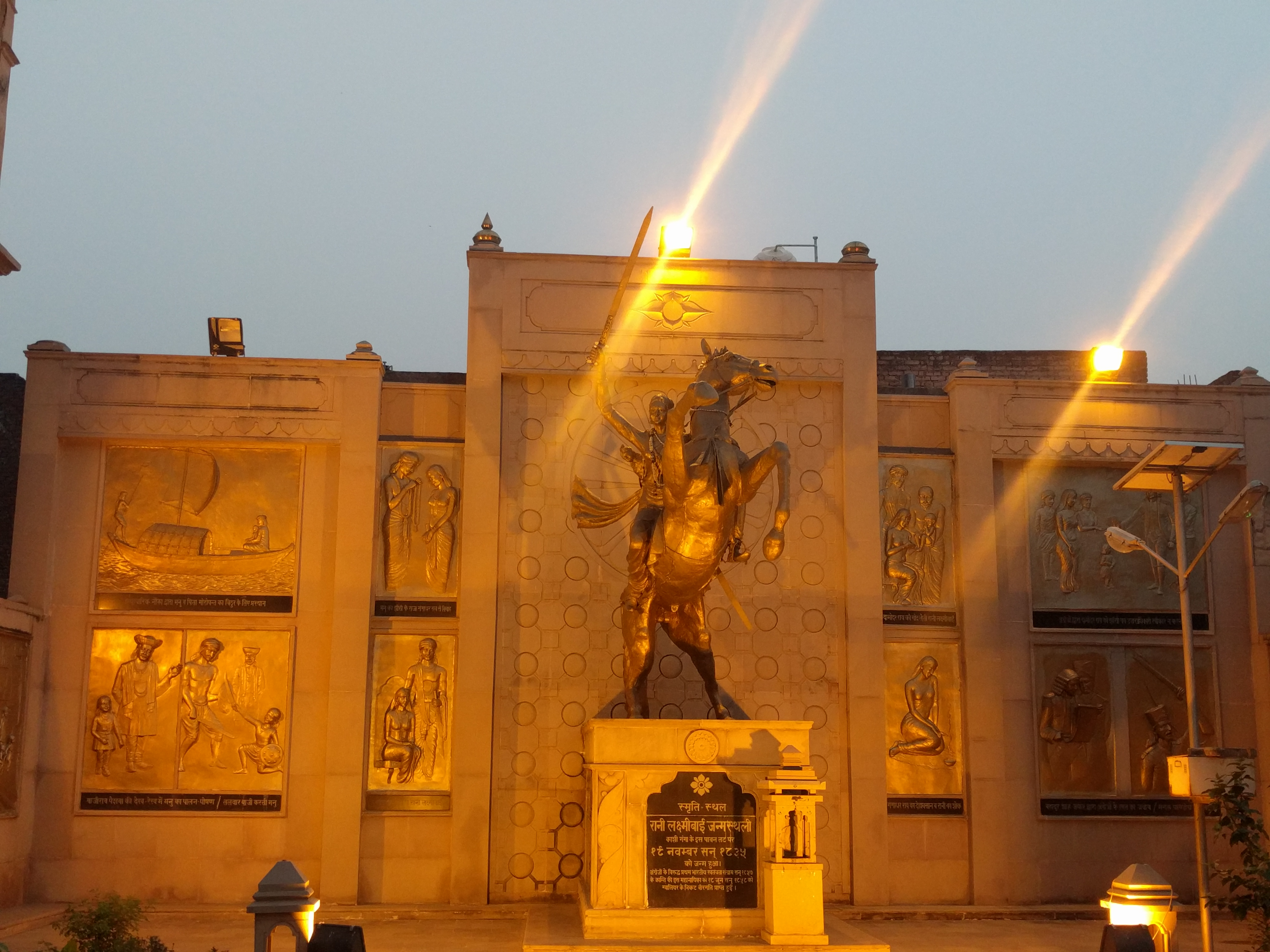
拉克什米的出生地瓦拉納西
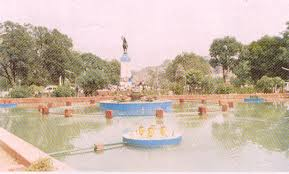
詹西的拉克什米公園
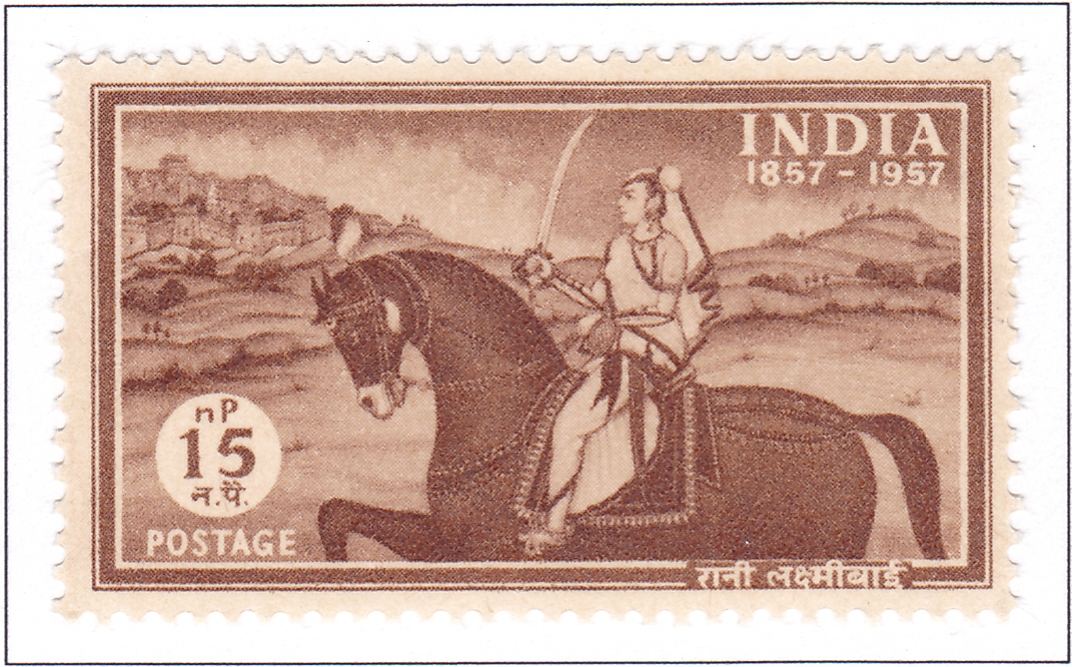
1957年紀念郵票

印度許多地方都可以看到拉克什米和綁在她的背上的兒子的雕像。瓜廖爾的拉克什米·芭伊國立體育大學、提魯沃嫩塔布勒姆的拉克什米·芭伊國立體育學院、詹西的馬哈拉尼·拉克什米·芭伊醫學院均以她的名字命名。詹西王后·拉克什米·芭伊中央農業大學成立於2013年。

### 詹西王后軍
印度國民軍的一支女子部隊被命名為詹西王后軍（Rani of Jhansi Regiment）。1957年發行兩張郵票來紀念起義一百週年。印度在小說、詩歌和電影中的表現傾向於簡單地評價拉克什米·芭伊王后（Rani Lakshmibai）作為一個完全致力於印度獨立事業的人。
詹西王后軍是印度國民軍（INA）的一個單位，於1942年由二戰期間東南亞的印度民族主義者組成。該軍的名字是為了紀念 1857年在印度反抗英國殖民統治的詹西戰士拉克什米·芭伊王后 (Rani Lakshmibai)。
詹西王后軍是印度陸軍歷史上第一個全女性軍隊。該組織由從東南亞招募的印度女性組成，其中大部分來自新加坡和馬來亞的印度僑民。這些婦女接受了軍事戰術、體能和槍法的訓練，並被部署到緬甸和東南亞其他地區對抗英國人。
該軍由拉克什米·斯瓦米納坦上尉（Captain Lakshmi Swaminathan）領導，她是一名醫生也是印度國民軍成員。在她的領導下，該軍英勇作戰，在印度獨立運動中發揮了重要作用。
詹西王后軍仍然是婦女參與印度獨立鬥爭的重要像徵，其遺產激勵了印度及其他地區的幾代婦女。
印度海岸警衛隊其中一艘塔拉白級巡邏艦以她的名字命名。

### 歌曲和詩歌
一些關於拉克什米被寫成愛國歌曲。關於拉克什米·芭伊王后最著名的作品是蘇巴德拉·庫瑪麗·喬漢創作的印地語詩歌Jhansi ki Rani。印度的學校經常教授這本書，它對拉克什米·芭伊王后的生活進行了充滿感情的描述 其中一句流行的詩節是這樣的：
बुंदेले हरबोलों के मुँह हमने सुनी कहानी थी,
  खूब लड़ी मर्दानी वह तो झाँसी वाली रानी थी।।
翻譯: “從邦德勒·哈伯拉斯（Bundele Harbolas）的口中我們聽到的故事/她像個男人一樣戰鬥，她是詹西王后。”
對於馬拉地人來說，馬哈拉什特拉邦及其部落的桂冠詩人BR Tambe創作了一首同樣廣為人知的歌謠，講述了勇敢的王后在瓜廖爾附近戰死的地點所寫的歌謠。有幾個節是這樣描述的：
रे हिंदबांधवा, थांब या स्थळीं अश्रु दोन ढाळीं /
  ती पराक्रमाची ज्योत मावळे इथे झाशिवाली /
  ... /
  घोड्यावर खंद्या स्वार, हातात नंगि तर्वार /
  खणखणा करित ती वार /
  गोर्‍यांची कोंडी फोडित पाडित वीर इथे आली /
  मर्दानी झाशीवाली!
翻譯: "你，這片土地的居民，在這裡停下來流一兩滴淚水/因為這裡是詹西女士的火焰熄滅的地方/ … /騎上一匹健壯的馬/赤手拿著一把劍/她衝破英軍的圍困/並在此安息，勇敢的詹西女士!"

### 小說
- 《塞塔》（Seeta）:菲利普·梅多斯·泰勒（英语：Philip Meadows Taylor）於1872年創作的這部叛變小說表現泰勒對王后的崇拜。[55]
- 《王后：印度叛變傳奇》（The Rane: A Legend of the Indian Mutiny）:在這部由英國軍官吉林（Gillean, a British military officer）於1887年創作的小說中，王后被描繪成一個不擇手段、殘忍的女人。[55]
- 《女王的慾望》（The Queen's Desire）: 這部小說由休姆·尼斯貝特（英语：Hume Nisbet）於1893年創作，主要描寫王后的性取向。然而，她不想用自己的性取向來操縱英國人，但她無法抗拒一名英國軍官，並因此愛上了他。[55]
- 《拉克什米·芭伊，詹西王后，印度的聖女貞德》（Lachmi Bai, Rani of Jhansi: The Jeanne D’Arc of India）: 這部由邁克爾懷特（Michael White）於1901年創作的小說以浪漫化的方式描繪了王后。[55]
- 《追求王后（英语：Quest for a Throne）》是由埃米利奧·薩爾加里於1907年創作的桑多坎系列（英语：Sandokan）小說。小說結尾時，當主角們被圍困在阿薩姆邦首府時，詹西王后似乎正在指揮一支救援部隊。
- 《Jhansi ki Rani》,[56] 為溫達文·拉爾·維爾瑪（英语：Vrindavan Lal Verma）1946拍攝的詹西王后（The Queen of Jhansi）,1953年電影老虎與火焰（英语：Jhansi Ki Rani (1953 film)）的靈感來源於此。
- 《孟加拉夜行者（英语：Nightrunners of Bengal）》約翰‧馬斯特斯（英语：John Masters）1951年的英文小說。
- 《偉大遊戲中的閃光人（英语：Flashman in the Great Game）》為喬治·麥克唐納·弗雷澤（英语：George MacDonald Fraser）的一部關於印第安起義的歷史小說，描述閃光人（英语：Harry Flashman）與王后之間的幾次會面。
- 《神聖的女人》（法語：La femme sacrée），作者希臘的米歇爾，以詹西王后的生活為藍本的小說，作者想像王后和一位英國律師之間的風流韻事，Pocket, 1988, ISBN 978-2-266-02361-0
- 《王后的士兵》（法語：La Reine des cipayes）凱薩琳·克萊門特（英语：Catherine Clément），巴黎: 蘇黎世, 2012, ISBN 978-2-021-02651-1
- 《王后》（Rani）, 潔什莉·米斯拉（英语：Jaishree Misra）2007年出版的英文小說。
- 《馬努》（Manu）（ISBN 072788073X）和王后的榮耀（Queen of Glory）（ISBN 0727881213），（2011年和2012年）克里斯托弗·尼科爾（英语：Christopher Nicole）撰寫，這兩本小說講述了一位英國婦女所見和經歷的拉克什米從結婚到她在“印度起義”期間去世的故事伴侶。
- 《叛逆王后：一部小說》（Rebel Queen: A Novel），作者：米歇爾·莫蘭（Michelle Moran）的小說《試金石之書》(A Touchstone Book)紐約：西蒙與舒斯特（New York: Simon and Schuster），2015年3月 (ISBN 978-1476716367)

### 電影與影視
- 詹西王后（Jansi Ki Rani）或老虎與火焰（英语：Jhansi Ki Rani (1953 film)），由索拉博·莫迪（英语：Sohrab Modi）執導和製作。
- 詹西王后（Jhansi Rani）是M.卡南（英语：Sohrab Modi）執導的印度坦米爾語電影，由潘達里·芭伊（英语：Pandari Bai）主演。[57]
- 1988年，由希亞姆·貝內加爾（英语：Shyam Benegal）製作和導演的全印電視台連續劇“Bharat Ek Khoj”也包含關於反叛 1857（Revolt 1857）的完整劇集。拉克什米的主角由著名電視女演員拉娜·帕塔克飾演。
- 詹西王后（Jhansi Ki Rani）是一部在全印電視台播出的電視劇，由瓦爾莎·烏斯岡卡爾（英语：Varsha Usgaonkar）飾演拉克什米·芭伊主演。
- 2001年，印地語歷史劇1857革命（1857 Kranti）在DD National播出，拉克什米·芭伊這一角色由著名女演員巴卡·瑪丹（英语：Barkha Madan）飾演。
- 2005年，科坦·梅塔（英语：Ketan Mehta）執導的印地語電影曼加爾潘迪：崛起（英语：Mangal Pandey: The Rising）中，拉克什米·芭伊的角色由著名女演員瓦爾莎·烏斯岡卡爾飾演。
- 勇敢女子的故事-詹西王后（英语：Ek Veer Stree Ki Kahaani – Jhansi Ki Rani），在Zee TV播出的電視劇，由克拉蒂卡·森加爾（英语：Kratika Sengar）飾演拉克什米·芭伊和烏爾卡·古普塔（英语：Ulka Gupta）飾演年輕的拉克什米·芭伊。
- hansi Ki Rani Laxmibai是印度電影製片人拉傑什·米塔爾 (Rajesh Mittal) 拍攝的一部印地語電影，由萬達納·森·卡什 (Vandana Sen Kashish) 飾演女王。[58][59]
- 叛逆者（The Rebel）是科坦梅塔執導的電影，是他的電影曼加爾潘迪：崛起的姊妹篇。
- 詹西的戰士王后（英语：The Warrior Queen of Jhansi）是一部英國電影，由德薇卡·貝斯（英语：Devika Bhise）飾演拉克什米·芭伊。
- 馬尼卡尼卡：詹西王后（Manikarnika: The Queen of Jhansi）是一部印地語電影，由康嘉娜·拉洛主演拉克什米·芭伊。
- Sye Raa Narasimha Reddy（2019）是一部泰盧固語電影，由安努舒卡·謝蒂主演拉克什米·芭伊。
- Khoob Ladi Mardaani – Jhansi Ki Rani是一部在Colors TV上播出的電視劇，由安努舒卡·森（英语：Anushka Sen）飾演拉克什米·芭伊。
- 2023年DD National連續劇自治（英语：Swaraj (TV series)）也收錄拉克什米·芭伊的完整劇集。拉克什米·芭伊的主角由女演員赫許塔·巴特（英语：Hrishitaa Bhatt）飾演。

### 遊戲
- 教團：1886是一款單人第三人稱射擊遊戲，其中有虛構版本的拉克什米·芭伊（Rani Lakshmi Bai）。在遊戲中，她是叛軍領袖，與密謀以不道德的武力統治世界的聯合印度公司作戰。
- Fate/Grand Order是一款回合製移動角色扮演遊戲，是熱門 Fate 系列的一部分，其中拉克什米·芭伊是「Saber」類別中的可玩「Servant」。她的設計以現有的聖女貞德為基礎，靈感來自邁克爾懷特1901年的小說《拉克什米·芭伊，詹西王后：印度的聖女貞德》，書中將她描述為「印度的聖女貞德」。

### 其他作品
- 詹西王后（The Queen of Jhansi），作者瑪哈絲維塔·黛維（由Sagaree 和 Mandira Sengupta 翻譯）。本書透過對歷史文獻（主要由女王的孫子GC Tambe收集）和民間故事、詩歌和口頭傳統的廣泛研究，重建拉克什米·芭伊 (Rani Lakshmi Bai) 的一生；孟加拉語原版於1956年出版；英文譯本，海鷗圖書（英语：Seagull Books），加爾各答，2000年，ISBN 8170461758。
- 叛逆的王后（The Rebellious Rani），1966；由第一代約翰·喬治·史密斯爵士（英语：Sir John Smyth, 1st Baronet）創作。
- 詹西王后：印度的性別、歷史與寓言（The Rani of Jhansi: Gender, History, and Fable in India），Harleen Singh 著（劍橋大學出版社，2014 年）。這本書研究了拉尼·拉克什米拜在英國小說、印地語小說、詩歌和電影中的多種表現。
- 叛逆女孩的晚安故事（英语：Good Night Stories for Rebel Girls）是一本兒童讀物，其中收錄了有關兒童女性模特兒的短篇故事，其中包括有關王后的條目。

漫畫
- 魔女大戰 32名異能魔女交戰廝殺（河本焰、塩塚誠（日语：塩塚誠））中作為魔女登場

## 另請參閱
- 印度獨立運動
- 賈爾卡里巴伊（英语：Jhalkaribai），王后的士兵
- 印度的公司規則
- 薇魯·納奇亞爾（英语：Velu Nachiyar）
- 韋洛爾兵變
- 提羅·辛（英语：Tirot Sing），英卡西戰爭（英语：Anglo-Khasi War）期間抵抗英國的卡西酋長

### 來源
- 毘濕奴巴特·戈德斯（英语：Vishnubhat Godse）.Maza Pravas: 1857 cya Bandaci Hakikat (Marathi "My journey: the truth about the 1857 rebellion")
- Meyer, Karl E. & Brysac, Shareen Blair. Tournament of Shadows Washington D.C.: Counterpoint, 1999; pp. 138–145.
- Verma, Janki Sharan Amar Balidani
- Zila Vikas Pustika, 1996–97, Jhansi

## 進一步閱讀
- Jerinic, Maria. . Homans, Margaret; Munich, Adrienne  (编). . Cambridge University Press. 1997. ISBN 978-0521574853.
- Jerosch, Rainer (2008). 詹西王后：反抗意志, Delhi: Aakar Books; ISBN 978-8189833145。

### 腳註
1. ↑  在印度，芭伊（bai）是有一定地位的女性所使用的敬稱，一般作為後綴直接加在名字後面。

## 外部連結
- 拉克什米·芭伊 perma-archives.org 错误：存档服务未知的存檔，存档日期2019-05-16在大英百科全書中的資料
- Lakshmi Bai （页面存档备份，存于） in the Encyclopædia Britannica
- Overlooked No More: Laxmibai, India's Warrior Queen Who Fought the British （页面存档备份，存于）
- The Rani of Jhansi （页面存档备份，存于） in the British Library